# 11190 Jennibell
11190 Jennibell este un asteroid din centura principală de asteroizi.

## Descriere
11190 Jennibell este un asteroid din centura principală de asteroizi. A fost descoperit pe 14 septembrie 1998 la Socorro, New Mexico, în cadrul proiectului LINEAR. Asteroidul prezintă o orbită caracterizată de o semiaxă mare de 2,29 ua, o excentricitate de 0,16 și o înclinație de 5,6° în raport cu ecliptica.